# Funkcje eliptyczne Weierstrassa

Podstawową dziedziną funkcji eliptycznej jest równoległobok okresowości zawarty w jej siatce okresowej.

Funkcje eliptyczne Weierstrassa (funkcje {\displaystyle \wp }) to ważna klasa funkcji eliptycznych, które mają fundamentalne znaczenie w wielu obszarach matematyki, takich jak geometria algebraiczna, teoria liczb i teoria równań różniczkowych. Funkcje te są zdefiniowane jako podwójnie okresowe funkcje zespolone, co oznacza, że są okresowe względem dwóch niezależnych kierunków na płaszczyźnie zespolonej. Funkcje tej klasy nazywa się także  {\displaystyle \wp }-funkcjami, gdzie symbol {\displaystyle \wp } jest wyjątkowo fantazyjną literą p.  
Funkcje te zostały wprowadzone przez Karla Weierstrassa.

## Definicja funkcji eliptycznej Weierstrassa

Równoległobok, którego przeciwległe boki są zidentyfikowane

Funkcja eliptyczna Weierstrassa {\displaystyle \wp (z)} jest zdefiniowana przy użyciu rozkładu na ułamki proste za pomocą sumy nieskończonej:
{\displaystyle \wp (z;\omega _{1},\omega _{2})={\frac {1}{z^{2}}}+\sum _{\omega \in \Lambda \setminus \{0\}}\left({\frac {1}{(z-m\omega _{1}-n\omega _{2})^{2}}}-{\frac {1}{(m\omega _{1}+n\omega _{2})^{2}}}\right)}
gdzie:
- {\displaystyle z} to zmienna zespolona
- {\displaystyle \omega _{1}} i {\displaystyle \omega _{2}} to dwie ustalone liczby zespolone takie że {\displaystyle {\text{Im}}({\tfrac {\omega _{2}}{\omega _{1}}})>0}; nadają funkcji dwa niezależne okresy
- {\displaystyle \Lambda } to kratka (ang. lattice), czyli zbiór punktów postaci {\displaystyle \omega =m\omega _{1}+n\omega _{2}}, gdzie {\displaystyle m,n\in \mathbb {C} } (są to liczby całkowite)

czyli sumowanie przebiega po wszystkich parach liczb całkowitych {\displaystyle m,n\in \mathbb {C} } z wyjątkiem punktu {\displaystyle (0,0)}.

## Własnościp-funkcji

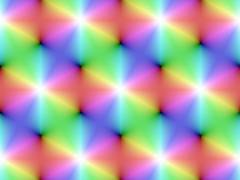
Funkcja eliptyczna Weierstrassa z widocznymi periodycznymi zmianami i siecią. Białe pola odpowiadają biegunom, czarne zerom funkcji.

(1) Parzystość (podwójna): {\displaystyle \wp (-z)=\wp (z)}
(2) Podwójna okresowość: Funkcja {\displaystyle \wp (z)} ma dwa niezależne okresy {\displaystyle \omega _{1}} i {\displaystyle \omega _{2}}, co oznacza, że:
{\displaystyle \wp (z+\omega _{1})=\wp (z)}
{\displaystyle \wp (z+\omega _{2})=\wp (z)}
dla dowolnych liczb zespolonych {\displaystyle z}.
(3) Bieguny: Funkcja {\displaystyle \wp (z)} ma bieguny rzędu 2 w punkcie {\displaystyle z=0} oraz w punktach przesuniętych o okresy (tj. dla {\displaystyle z=m\omega _{1}+n\omega _{2}}).

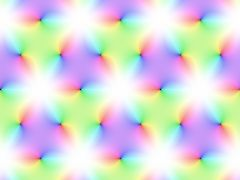
Funkcja - pochodna funkcji - ma identyczną periodyczność. Białe pola odpowiadają biegunom, czarne zerom funkcji.

(4) Równanie różniczkowe: Funkcja {\displaystyle w=\wp (z)} spełnia równanie różniczkowe:
{\displaystyle {\Big (}{\frac {dw}{dz}}{\Big )}^{2}=4w^{3}-g_{2}w-g_{3}=4(w-e_{1})(w-e_{2})(w-e_{3})}
gdzie:
- {\displaystyle e_{1}=\wp {\Big (}{\tfrac {w_{1}}{2}}{\Big )}\,,\quad }{\displaystyle e_{2}=\wp {\Big (}{\tfrac {w_{1}+w_{2}}{2}}{\Big )}\,,\quad }{\displaystyle e_{3}=\wp {\Big (}{\tfrac {w_{2}}{2}}{\Big )}}
- {\displaystyle e_{1}+e_{2}+e_{3}=0\,,\quad }{\displaystyle e_{1}e_{2}+e_{1}e_{3}+e_{2}e_{3}=-{\tfrac {1}{4}}g_{2}\,,\quad }{\displaystyle e_{1}e_{2}e_{3}={\tfrac {1}{4}}g_{3}}

Parametry {\displaystyle g_{2}} i {\displaystyle g_{3}}  zależą od okresów {\displaystyle \omega _{1}} i {\displaystyle \omega _{2}}; nazywa się je niezmiennikami Weierstrassa. Słuszna jest zależność
{\displaystyle \wp (z;\omega _{1},\omega _{2})=m^{2}\wp (mz;{\tfrac {g_{2}}{m^{4}}},{\tfrac {g_{3}}{m^{6}}})\quad }gdzie {\displaystyle m^{2}={\tfrac {g_{3}}{g_{2}}}}

## Rozwinięcia w szeregi

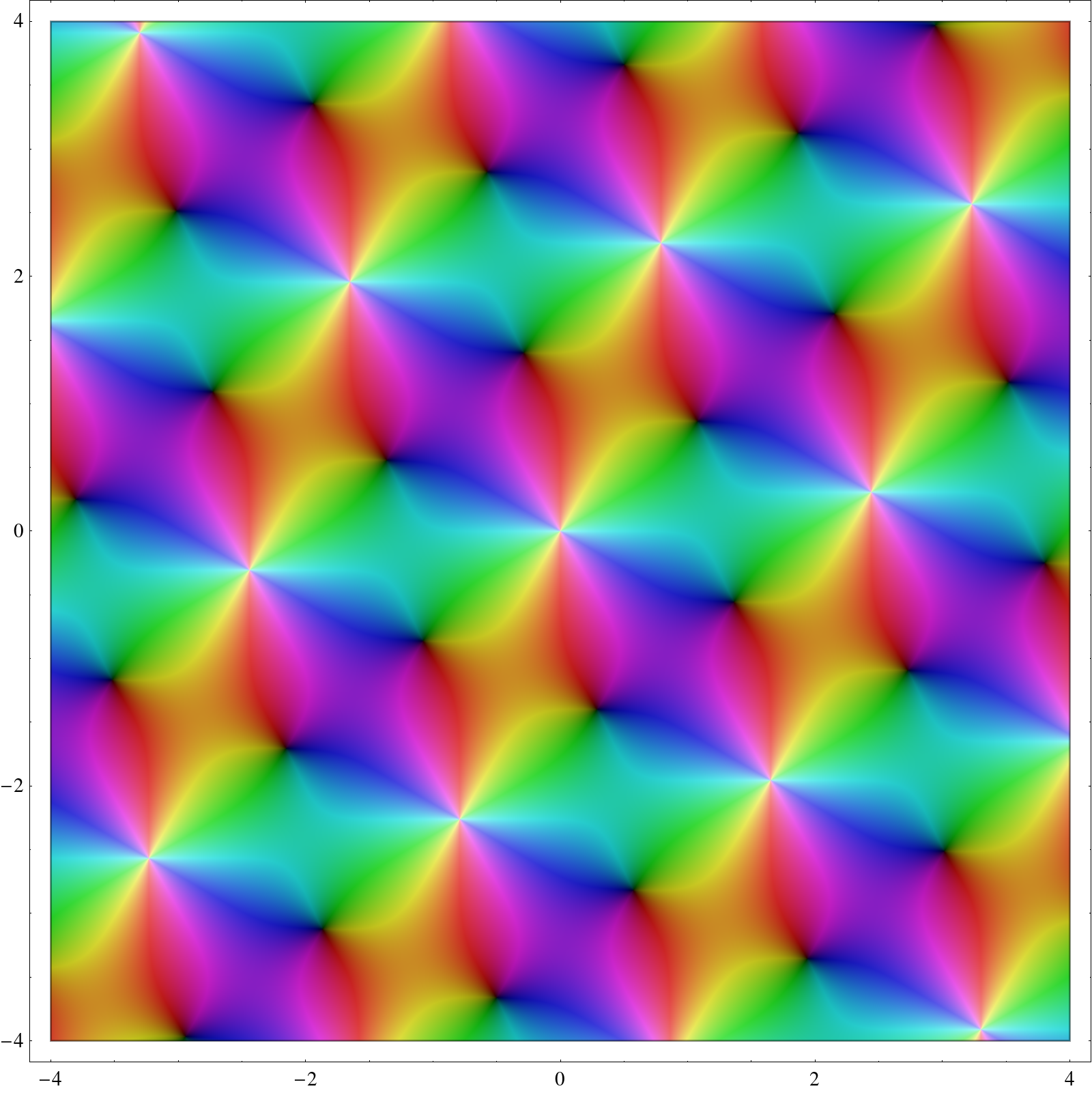
Wizualizacja funkcji z niezmiennikami oraz. Białe pola odpowiadają biegunom, czarne zerom funkcji.

Funkcja Weierstrassa {\displaystyle \wp (z;\omega _{1},\omega _{2})} można dla {\displaystyle 0<|z|<\min(\omega _{1},\omega _{2})} przedstawić w postaci szeregów zależnych od {\displaystyle \omega _{1}} i {\displaystyle \omega _{2}}
{\displaystyle \wp (z,\omega _{1},\omega _{2})={\tfrac {1}{z^{2}}}+{\tfrac {g_{2}}{20}}z^{2}+{\tfrac {g_{3}}{28}}z^{4}+{\tfrac {g_{2}^{2}}{1200}}z^{6}+{\tfrac {3g_{2}g_{3}}{6160}}z^{8}+\cdots }{\displaystyle ={\tfrac {1}{z^{2}}}+\sum _{k=2}^{\infty }a_{k}z^{2k-2}}
gdzie:
- {\displaystyle a_{2}=g_{2}/20,\,}{\displaystyle a_{3}=g_{3}/28}, {\displaystyle a_{k}={\tfrac {3}{(k-3)(2k+1)}}(a_{2}a_{k-2}+a_{3}a_{k-3}+\cdots +a_{k-2}a_{2})} dla {\displaystyle k\geq 4}
- {\displaystyle g_{2}(\omega _{1},\omega _{2})=60\sum _{m,n,\,m^{2}+n^{2}\neq 0}{\tfrac {1}{(m\omega _{1}+n\omega _{2})^{4}}}={\Big (}{\frac {2\pi }{\omega _{2}}}{\Big )}^{4}{\Big (}{\frac {1}{12}}+20\sum _{k=1}^{\infty }{\frac {k^{5}q^{2k}}{1-q^{2k}}}{\Big )}}
- {\displaystyle g_{3}(\omega _{1},\omega _{2})=140\sum _{m,n,\,m^{2}+n^{2}\neq 0}{\tfrac {1}{(m\omega _{1}+n\omega _{2})^{6}}}={\Big (}{\frac {2\pi }{\omega _{2}}}{\Big )}^{6}{\Big (}{\frac {1}{216}}-{\frac {7}{3}}\sum _{k=1}^{\infty }{\frac {k^{5}q^{2k}}{1-q^{2k}}}{\Big )}}
  - gdzie {\displaystyle q=e^{i\pi \omega _{1}/\omega _{2}}}

## Funkcja odwrotna dop-funkcji
Funkcją odwrotną do funkcji Weierstrassa jest całka eliptyczna Weierstrassa  pierwszego rodzaju, o parametrach {\displaystyle g_{2},g_{3}}, dana wzorem
{\displaystyle z(w;g_{2},g_{3})=\int \limits _{w}^{\infty }{\frac {dt}{\sqrt {4t^{3}-g_{2}t-g_{3}}}}}
Przy tym punkty {\displaystyle w=e_{1},e_{2},e_{3}} oraz {\displaystyle w=\infty } są punktami rozgałęzienia tej funkcji odwrotnej.

## Inne funkcje powiązane zp-funkcją:
- Pochodna funkcji Weierstrassa: {\displaystyle \wp '(z)}, która jest również funkcją eliptyczną, ale ma biegun rzędu 3 w punkcie {\displaystyle z=0}.
- Niezmienniki: {\displaystyle g_{2}} i {\displaystyle g_{3}} są stałymi zależnymi od okresów kratki i pełnią ważną rolę w analizie funkcji eliptycznych.

## Twierdzenie (o tworzeniu funkcji eliptycznych)
Tw. Każda funkcja eliptyczna {\displaystyle f(z)} o okresach {\displaystyle \omega _{1}} i {\displaystyle \omega _{2}} może być utworzona z funkcji {\displaystyle \wp (z;\omega _{1},\omega _{2})}oraz {\displaystyle \wp '(z;\omega _{1},\omega _{2})} w postaci
{\displaystyle f(z)=R_{1}[\wp (z)]+\wp '(z)R_{2}[\wp (z)]}
gdzie {\displaystyle R_{1},R_{2}} są funkcjami wymiernymi, a funkcja {\displaystyle \wp '(z)} jest funkcją eliptyczną nieparzystą rzędu 3

## Powiązanie z krzywymi eliptycznymi
Funkcja {\displaystyle \wp (z)} jest związana z krzywymi eliptycznymi. Równanie różniczkowe dla {\displaystyle \wp (z)} można traktować jako równanie krzywej eliptycznej w postaci:
{\displaystyle y^{2}=4x^{3}-g_{2}x-g_{3}}
Tutaj {\displaystyle \wp (z)} odgrywa rolę zmiennej {\displaystyle x}, a {\displaystyle \wp '(z)} odpowiada {\displaystyle y}.

## Zastosowania funkcji eliptycznych Weierstrassa
- w teorii krzywych eliptycznych i geometrii algebraicznej.
- w teorii równań różniczkowych (szczególnie w rozwiązaniach równań nieliniowych, takich jak równanie Kortewega–de Vriesa).
- w matematyce teoretycznej, np. w teorii liczb i analizie zespolonej.